# 拉普拉 (市镇)
拉普拉是爱沙尼亚拉普拉縣的一个乡村型市镇。行政中心为拉普拉镇。市镇面积为859平方公里，2021年时人口数量为13,047人。

## 行政管理
2017年爱沙尼亚行政改革后，原拉普拉市镇、尤魯市镇、凱烏市镇和賴屈拉市镇合并成新的拉普拉市镇。
新的市镇包括非独立市拉普拉、5个小镇和83个村庄。